# Nils Holgerssons underbara resa genom Sverige

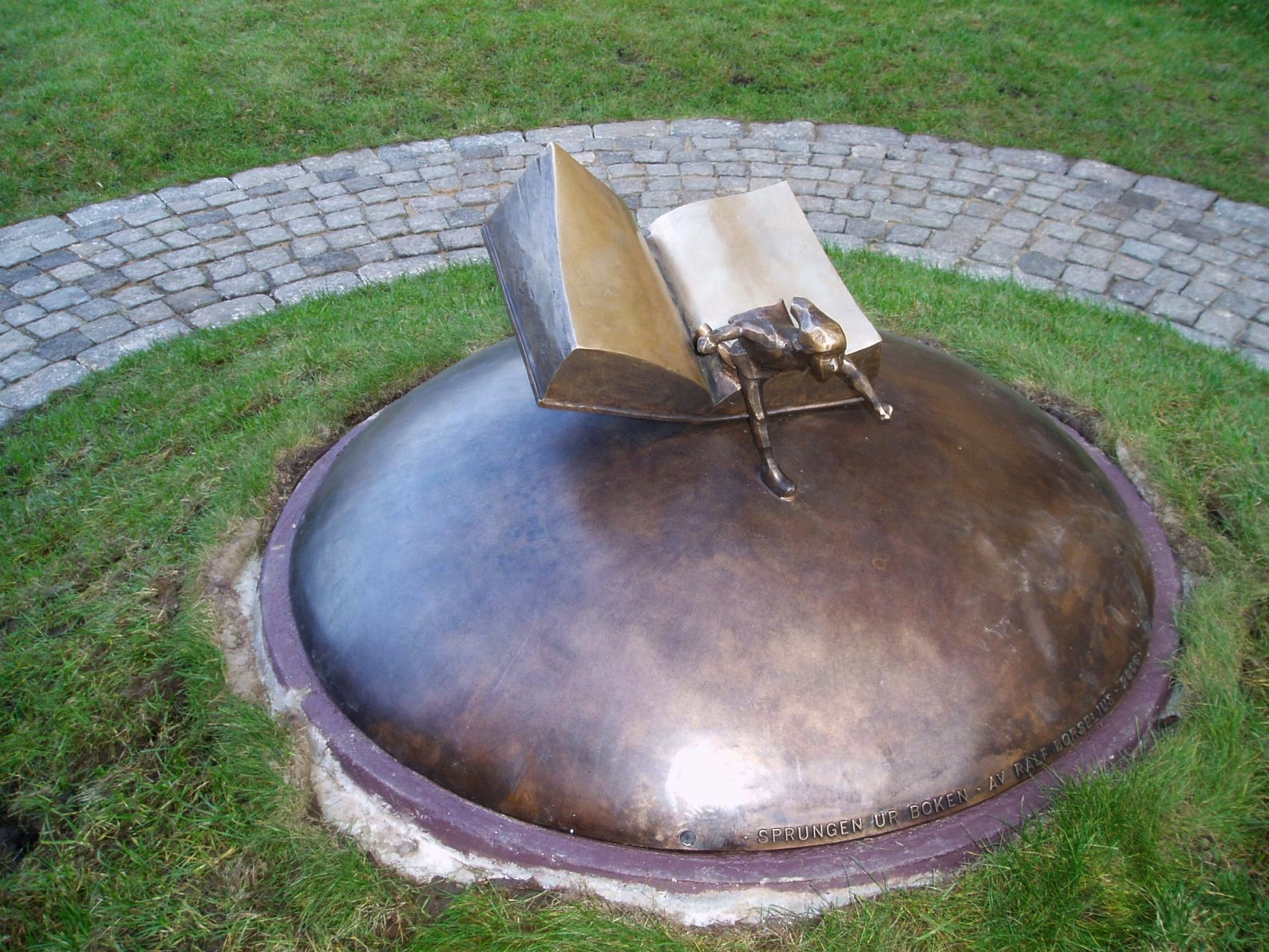
Nils Holgersson, staty av Ralf Borselius i Karlskrona.

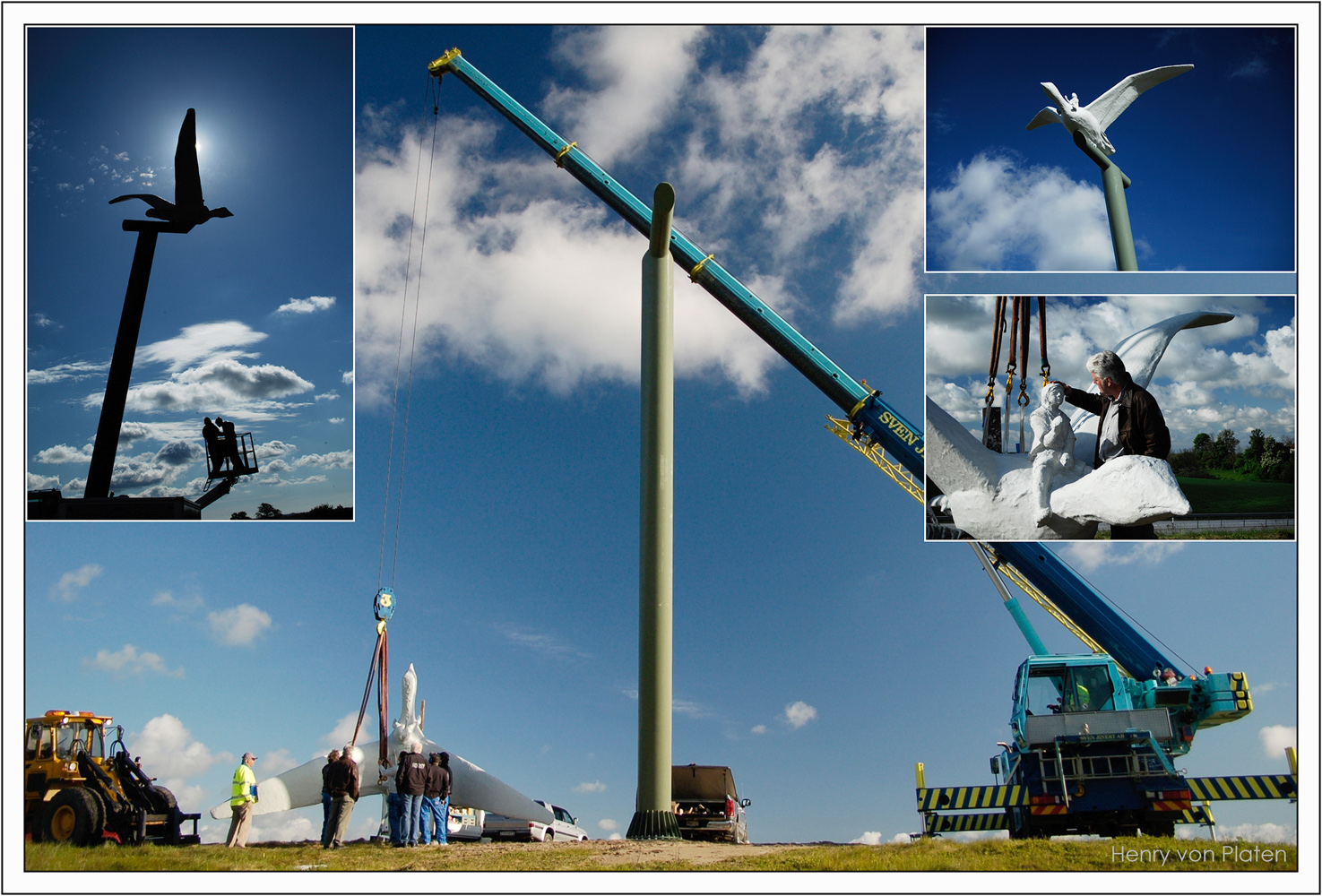
Jon Leifssons skulptur av Nils Holgersson – Skurup –E65 - Skåne

Nils Holgerssons underbara resa genom Sverige är en roman av Selma Lagerlöf, utgiven i två delar 1906–1907. Den skrevs ursprungligen som läsebok i svensk geografi och ingick i serien Läseböcker för Sveriges barndomsskolor.
Boken har kommit att räknas som en tidlös klassiker inom svensk barnlitteratur. Trots att den var tänkt som skolbok i svensk geografi har boken vunnit spridning över både generationsgränser och landsgränser. Boken var den svenska barnbok som fram till Astrid Lindgrens stora succé Pippi Långstrump översatts till flest språk, över 60 stycken.

## Handling
Romanen följer Nils Holgersson, en pojke i Skåne som blir förvandlad till pyssling av gårdens hustomte för att han var lat och elak mot djuren. Därefter, på ryggen av en tamgås från gården, flyger han genom hela Sverige tillsammans med en flock vildgäss som är på väg till Lappland för sommaren. Under bokens gång beskrivs olika svenska naturtyper, landmärken och djurarter, blandat med folktro. I sina möten med de olika karaktärerna, och de sägner han får ta del av, utvecklar Nils empati och sin förståelse av naturen.
Baserat på datumen som anges i boken utspelas den år 1898. Resan i boken börjar söndagen den 20 mars och slutar då Nils kommer hem till Västra Vemmenhög den 8 november samma år. Gåskarlen han reser med heter Mårten och är en vit tamgås från familjen Holgerssons gård, som bestämmer sig för att slå följe med de grå vildgässen som passerar gården. Ledargåsen i flocken heter Akka, med namn efter det lappländska bergsmassivet med samma namn men också ett namn med betydelsen mormor eller farmor på samiska. Andra återkommande karaktärer inkluderar räven Smirre, som förföljer gåsflocken, örnen Gorgo och  Åsa gåsapiga, en vän till Nils.
I ett kapitel skriver Selma Lagerlöf in sig själv, då Nils kommer till gården Mårbacka, hennes barndomshem.  Ett annat kapitel ägnas åt Nääs slöjdseminarium, där Lagerlöf och hennes nära väninna Sophie Elkan tillbringade många somrar tillsammans.

## Resväg
Följande landskap passeras (i tur och ordning) genom berättelsen:
Skåne > Blekinge > Öland > Gotland > Småland > Östergötland > Södermanland > Närke > Västmanland > Dalarna > Uppland > Gästrikland > Hälsingland > Medelpad > Ångermanland > Västerbotten > Lappland > Norrbotten > Jämtland > Härjedalen > Värmland > Dalsland > Bohuslän > Västergötland > Halland > Skåne.
| Kapitel | Titel                             | Platser | Landskap i Sverige                                   |
| ------- | --------------------------------- | --- | ---------------------------------------------------- |
| 1       | Pojken                            | Västra Vemmenhög, i dag del av Skurup                                                                                | Skåne                                                |
| 2       | Akka från Kebnekajse              | Vombsjön | Skåne                                                |
| 3       | Vildfågelsliv                     | Vittskövle slott, Övedsklosters slott                                                                                | Skåne                                                |
| 4       | Glimmingehus                      | Glimmingehus | Skåne                                                |
| 5       | Den stora trandansen på Kullaberg | Kullen, Kullaberg | Skåne                                                |
| 6       | I regnväder                       | Linderödsåsen, Ovesholms slott, Bäckaskogs slott, Ryssberget, Kristianstad                                           | Skåne, Blekinge                                      |
| 7       | Trappan med de tre trappstegen    | Lyckebyån, Blekinge skärgård                                                                                         | Blekinge                                             |
| 8       | Vid Ronneby Å                     | Ronneby | Blekinge                                             |
| 9       | Karlskrona                        | Karlskrona | Blekinge                                             |
| 10      | Resa till Öland                   | Kalmarsund | mellan fastlandet och Öland, en svensk ö i Östersjön |
| 11      | Ölands södra udde                 | Ottenby | Öland                                                |
| 12      | Den stora fjärilen                | Borgholm, Stora Alvaret                                                                                              | Öland                                                |
| 13      | Lilla Karlsön                     | Lilla Karlsö | Gotland                                              |
| 14      | Två städer                        | Vineta, Visby | Gotland                                              |
| 15      | Sagan om Småland                  | Tjust | Småland                                              |
| 16      | Kråkorna                          | Sunnerbo härad | Småland                                              |
| 17      | Den gamla bondkvinnan             | | Småland                                              |
| 18      | Från Taberg till Huskvarna        | Taberg, Jönköping, Huskvarna                                                                                         | Småland                                              |
| 19      | Den stora fågelsjön               | Tåkern | Östergötland                                         |
| 20      | Spådomen                          | Ulvåsa, Alvastra kloster, Vreta kloster, Linköpings domkyrka, Medevi, Vadstena kloster, Motala, Finspång, Norrköping | Östergötland                                         |
| 21      | Vadmalsvåden                      | Linköping, Göta kanal, Norrköping, Kolmården                                                                         | Östergötland                                         |
| 22      | Karrs och Gråfälls saga           | Kolmården | Östergötland, Södermanland                           |
| 23      | Den sköna lustgården              | Yngaren, Båven, Eskilstuna                                                                                           | Södermanland                                         |
| 24      | I Närke                           | Örebro | Närke                                                |
| 25      | Islossningen                      | Hjälmaren | Närke                                                |
| 26      | Arvskiftet                        | Fellingsbro, Mälaren, Västerås, Norbergs kommun                                                                      | Västmanland                                          |
| 27      | I Bergslagarna                    | Svartån, Västmanland, Sagån, Bergslagen                                                                              | Västmanland                                          |
| 28      | Järnverket                        | Bergslagen | Västmanland                                          |
| 29      | Dalälven                          | Dalälven | Dalarna                                              |
| 30      | Brorslotten                       | Falu koppargruva, Falun                                                                                              | Dalarna                                              |
| 31      | Valborgsmässoafton                | Rättvik | Dalarna                                              |
| 32      | Vid kyrkorna                      | Rättvik, Leksand, Dala-Floda                                                                                         | Dalarna                                              |
| 33      | Översvämningen                    | Mälaren | Uppland                                              |
| 34      | Sagan om Uppland                  | | Uppland                                              |
| 35      | I Uppsala                         | Uppsala | Uppland                                              |
| 36      | Dunfin                            | Stockholms skärgård                                                                                                  | Uppland                                              |
| 37      | Stockholm                         | Stockholm, Skansen                                                                                                   | Uppland                                              |
| 38      | Gorgo, örnen                      | |                                                      |
| 39      | Fram över Gästrikland             | Älvkarleby | Gästrikland                                          |
| 40      | En dag i Hälsingland              | Delsbo | Hälsingland                                          |
| 41      | I Medelpad                        | Sundsvall, Alnön | Medelpad                                             |
| 42      | En morgon i Ångermanland          | | Ångermanland                                         |
| 43      | Västerbotten och Lappland         | | Västerbotten, Lappland, Sverige, Sápmi               |
| 44      | Åsa gåsapiga och lille Mats       | Malmberget | Lappland                                             |
| 45      | Hos lapparna                      | Kirunavaara, Luossavaara, Kiruna                                                                                     | Lappland, Sápmi                                      |
| 46      | Mot söder! Mot söder!             | Östersund | Jämtland                                             |
| 47      | Sägner från Härjedalen            | Ljusnan, Sonfjället                                                                                                  | Härjedalen                                           |
| 48      | Värmland och Dalsland             | Österdalälven, Klarälven                                                                                             | Värmland, Dalsland                                   |
| 49      | En liten herrgård                 | Mårbacka | Värmland                                             |
| 50      | Skatten på skäret                 | Bohusläns skärgård                                                                                                   | Bohuslän                                             |
| 51      | Havssilver                        | Marstrand | Bohuslän                                             |
| 52      | En stor herrgård                  | Nääs slott | Västergötland                                        |
| 53      | Resan till Vemmenhög              | Hallandsåsen, Söderåsen                                                                                              | Halland, Skåne                                       |
| 54      | Hos Holger Nilssons               | Västra Vemmenhög | Skåne                                                |
| 55      | Avsked från vildgässen            | Smygehuk | Skåne                                                |

## I andra medier
Texten har bearbetats och förkortats många gånger. Selma Lagerlöf förkortade den själv inför återpublicering 1921, men i senare utgåvor togs den långa texten tillbaka. Här nedan följer några andra exempel:

### Film
Sagoförfattaren Einar Norelius påbörjade 1939 en animerad kortfilm, Nils Holgerssons underbara resa som aldrig färdigställdes.
1955 blev romanen en 46 minuter lång animerad film i Sovjetunionen, En förtrollad pojke.
Romanen filmatiserades 1962 som Nils Holgerssons underbara resa, i regi av Kenne Fant.
Boken om Nils Holgersson ligger även till grund för en anime, Nils no fushigi na tabi (japanska: ニルスのふしぎな旅, Nirusu no fushigi na tabi; 'Nils mirakulösa resa'?), från 1980. Denna TV-serie ligger i sin tur till grund för en tecknad långfilm om Nils, och också för Nils Holgersson som tecknad serie. Serien gavs ut av Bastei Verlag i Tyskland 1981–1983 och tecknades omväxlande av den spanska studion Interpubli (i Barcelona) och tyska Atelier Roche i München. Serien gavs i Sverige ut som månatlig serietidning av Atlantic förlag 1988, som också gav ut ett seriealbum med Nils.
2011 producerades en tysk TV-film vid namn Nils Holgerssons wunderbare Reise i två avsnitt.
2012 producerade utbildningsradion Geografens testamente om karaktärerna Holger Nilssons och ingenjör Mortensens resa genom norden samt deras flykt från svarta solens brödraskap.
2017 producerades en fransk tecknad TV-serie av Studio 100 Animation.

### Böcker
Sven Wernström har skrivit en ungdomsroman i tre delar, Den underbara resan, som kom ut 1985-87. Den utspelar sig 1985 och handlar om en pojke som får huvudrollen som Nils Holgersson i en TV-serie. TV-teamet reser samma väg som Nils Holgersson i originalet och spelar in avsnitt vid samma årstid i de olika landskapen.
I mars 2017 kom en av Arne Norlin gjord nyutgåva av Lagerlöfs klassiska verk. I nyutgåvan har Norlin omarbetat och förkortat texten avsevärt. Nyutgåvan är utgiven av förlaget Lind & Co och innehåller illustrationer av konstnären Anton Pieck. Norlin tilldelades 2017 års Karin Söderstipendium för sin omarbetning.

### Seriealbum
I mitten av 1980-talet gjordes ytterligare en tecknad serie löst baserad på Nils Holgersson med namnet Nils Holgersson flyger igen. Serien var en samtidssatir, skriven av Björn Meidal och tecknad av Leif Zetterling. Serien började publiceras 1986 i inrikesflygets tidning Upp & Ner, men avbröts efter ett redaktörsbyte. Serien gjordes dock färdig, och publicerades som ett album hos dåvarande Carlsen/If 1990.

## Kuriosa
Det är en vanlig missuppfattning att Nils flög på ledargåsen Akkas rygg. Han reser dock kortare sträckor på Akka, och även på andra fåglar, förutom på Gåskarlen Mårten.
Ett motiv från boken syntes på den ursprungliga svenska 20-kronorssedeln, giltig fram till 2016, där Nils ses rida på Mårten Gåskarl över ett Skånelandskap.